# Luo Shugang
Luo Shugang né le 27 mai 1955, est un homme politique chinois. Il est ministre de la Culture depuis décembre 2014,. Il était auparavant directeur exécutif adjoint du Département de la publicité du Parti communiste chinois,,.
Luo est originaire de Nangong, province du Hebei. Il a commencé à travailler en février 1971 et a rejoint le Parti communiste chinois (PCC) en septembre 1981. Il est titulaire d'une maîtrise de l'École centrale du Parti du PCC. En août 2006, il a été nommé chef du Bureau de la Commission centrale d'orientation sur la construction de la civilisation spirituelle.
Luo est membre à part entière des 18e et 19e Comités centraux du Parti communiste chinois,.